# المدينة البيضاء
المدينة البيضاء، مدينة تقع غرب مدينة صفوى التابعة لمحافظة القطيف في المملكة العربية السعودية.